# Cardamine tuberosa
Cardamine tuberosa är en korsblommig växtart som beskrevs av Dc. Cardamine tuberosa ingår i släktet bräsmor, och familjen korsblommiga växter. Inga underarter finns listade i Catalogue of Life.